# Capo Evensen
Capo Evensen è un capo roccioso situato all'estremità nord-occidentale della penisola Stresher, sulla costa occidentale della Terra di Graham, in Antartide. Situato in particolare vicino al confine meridionale della costa di Graham, capo Evensen costituisce l'estremo settentrionale della baia Auvert.

## Storia
Capo Evensen fu scoperto durante la spedizione francese di ricerca antartica svolta dal 1903 al 1905 al comando di Jean-Baptiste Charcot, e così battezzato da quest'ultimo in onore di C. J. Evensen, capitano della nave Hertha, che esplorò la costa occidentale della Penisola Antartica nel 1893.

## Important Bird Area
Il sito è stato identificato come una Important Bird Area da parte della BirdLife International in virtù del fatto che ospita una colonia di circa 180 coppie di cormorano imperiale; inoltre, tra le altre specie che sono state viste nidificare in questo luogo, compaiono anche lo zafferano meridionale e lo stercorario maggiore.